# Per Skou
Per Skou (ur. 20 maja 1891 w Skien, zm. 24 lutego 1962 w Oslo) – norweski piłkarz, grający na pozycji obrońcy.

## Kariera klubowa
Większość kariery spędził w Lyn Fotball, gdzie grał w latach 1910–1913 i 1917–1929. W latach 1913–1917 był zawodnikiem Odds BK. W 1911 (Lyn), 1913 i 1915 (Odd) zostawał mistrzem kraju.

## Kariera reprezentacyjna
W reprezentacji Norwegii rozegrał w latach 1911–1923 41 meczów i strzelił 1 gola. Wraz z kadrą zajął 5. miejsce na igrzyskach olimpijskich w 1912 i 1920.

## Praca
W 1910 został zatrudniony w Centralbanken, gdzie pracował przez rok, po czym znalazł pracę w Norske Skog Union, jednocześnie będąc członkiem komisji ds. ubezpieczeń w Norges Industriforbund.

## Losy po zakończeniu kariery
W latach 1930–1934 był prezesem Norges Fotballforbund. W październiku 1934 został pierwszym w historii honorowym członkiem tej organizacji. Zmarł 24 lutego 1962 w Oslo.